# Víctor Cuesta
Víctor Leandro Cuesta, né le 19 novembre 1988 à La Plata, est un footballeur international argentin. Évoluant au poste de défenseur central, il joue actuellement pour l'EC Bahia.

## Palmarès
Avec l'Arsenal de Sarandi
- Champion d'Argentine en 2012 (tournoi de clôture)

## Statistiques

### En club
Le tableau ci-dessous récapitule les statistiques de Víctor Cuesta lors de sa carrière en club :
| Saison                | Club                      | Championnat           | Championnat | Championnat | Coupe(s) nationale(s) | Coupe(s) nationale(s) | Compétition(s) continentale(s) | Compétition(s) continentale(s) | Compétition(s) continentale(s) | Autres compétitions | Autres compétitions | Autres compétitions | Total | Total |
| Saison                | Club                      | Division              | M.          | B.          | M.                    | B.                    | Comp.                          | M.                             | B.                             | Comp.               | M.                  | B.                  | M.    | B.    |
| 2009-2010             | Defensa y Justicia (prêt) | 2                     | 17          | 1           | -                     | -                     | -                              | -                              | -                              | -                   | -                   | -                   | 17    | 1     |
| 2010-2011             | Defensa y Justicia (prêt) | 2                     | 18          | 1           | -                     | -                     | -                              | -                              | -                              | -                   | -                   | -                   | 18    | 1     |
| 2011-2012             | Arsenal de Sarandi        | 1                     | 8           | 0           | 2                     | 1                     | CL                             | 3                              | 0                              | -                   | -                   | -                   | 13    | 1     |
| 2012-2013             | Arsenal de Sarandi        | 1                     | 11          | 1           | 1                     | 0                     | CL                             | 4                              | 0                              | -                   | -                   | -                   | 16    | 1     |
| 2013-2014             | CA Huracán (prêt)         | 2                     | 32          | 1           | 1                     | 0                     | -                              | -                              | -                              | Playoffs            | 1                   | 0                   | 34    | 1     |
| 2014                  | CA Independiente          | 1                     | 16          | 1           | 2                     | 1                     | -                              | -                              | -                              | -                   | -                   | -                   | 18    | 2     |
| 2015                  | CA Independiente          | 1                     | 27          | 1           | 2                     | 0                     | CS                             | 6                              | 0                              | Playoffs            | 3                   | 0                   | 38    | 1     |
| 2016                  | CA Independiente          | 1                     | 15          | 3           | 1                     | 0                     | -                              | -                              | -                              | -                   | -                   | -                   | 16    | 3     |
| 2016-2017             | CA Independiente          | 1                     | 12          | 1           | -                     | -                     | CS                             | 4                              | 0                              | -                   | -                   | -                   | 16    | 1     |
| Total sur la carrière | Total sur la carrière     | Total sur la carrière | 156         | 10          | 9                     | 2                     | -                              | 17                             | 0                              | -                   | 4                   | 0                   | 186   | 12    |

### But en sélection nationale
| No | Date         | Stade, ville, pays                     | Adversaire | Résultat | Compétition             |
| -- | ------------ | -------------------------------------- | ---------- | -------- | ----------------------- |
| 1  | 14 juin 2016 | CenturyLink Field, Seattle, États-Unis | Bolivie    | V 3-0    | Copa América Centenario |